# Oswald Haselrieder
Oswald Haselrieder (Fiè allo Sciliar, 22 agosto 1971) è un ex slittinista italiano.
Attualmente fa parte dello staff tecnico che si occupa della nazionale.
È coniugato con Doris Haselrieder a sua volta ex slittinista su pista naturale di alto livello, capace di vincere nella sua carriera una medaglia di bronzo mondiale nonché una d'oro ed una d'argento europee.

## Biografia
Ha iniziato l'attività agonistica internazionale nel 1988 competendo nelle varie categorie giovanili sia nella specialità del singolo che in quella del doppio, ottenendo quali migliori risultati per due volte la terza piazza nella Coppa del Mondo juniores nel singolo e la vittoria del trofeo nel doppio in coppia con Dietmar Pirhofer, sodalizio scioltosi successivamente in favore di quello formato nel 1995 con Gerhard Plankensteiner, con cui ha colto tutte le sue più importanti affermazioni.
A livello assoluto ha esordito in Coppa del Mondo nella stagione 1993/94, ha conquistato il primo podio il 19 dicembre 1993 nel singolo a Winterberg (2°) e la prima vittoria il 29 gennaio 1995 nel doppio a Sankt Moritz. In classifica generale si è classificato al secondo posto nel doppio nel 1996/97.
In carriera ha preso parte a cinque edizioni dei Giochi olimpici invernali: il suo esordio è stato ad Albertville 1992 dove ha colto la settima piazza nel singolo, ha preso parte a Nagano 1998 giungendo sesto nel doppio, ha partecipato a Salt Lake City 2002 piazzandosi in quinta posizione sempre nel doppio, a Torino 2006 ha conquistato la medaglia di bronzo nel doppio ed ha partecipato per l'ultima volta a Vancouver 2010 chiudendo al nono posto nel doppio. Questa è stata anche l'ultima gara della sua carriera, a causa di un grave infortunio riportato in allenamento nel marzo 2010 e la successiva decisione di abbandonare definitivamente le competizioni.
Ai campionati mondiali ha conquistato un titolo iridato ed altre tre medaglie di bronzo. Nel doppio ha inoltre ottenuto altri piazzamenti di rilievo quali il quarto posto a Calgary 2001 ed il quinto sia ad Igls 1997 che a Park City 2005.
Ha ottenuto inoltre una medaglia d'argento e sei di bronzo ai campionati continentali.

## Palmarès

### Olimpiadi
- 1 medaglia:
  - 1 bronzo (doppio a Torino 2006).

### Mondiali
- 4 medaglie:
  - 1 oro (doppio a Lake Placid 2009);
  - 3 bronzi (doppio, gara a squadre ad Altenberg 1996; gara a squadre ad Igls 1997).

### Europei
- 7 medaglie:
  - 1 argento (doppio a Sigulda 1996);
  - 6 bronzi (gara a squadre a Winterberg 1992; gara a squadre a Sigulda 1996; gara a squadre a Winterberg 2000; doppio ad Altenberg 2002; doppio, gara a squadre a Cesana 2008).

### Coppa del Mondo
- Miglior piazzamento in classifica generale nel doppio: 2° nel 1996/97.
- 37 podi (1 nel singolo, 32 nel doppio e 4 nelle gare a squadre):
  - 5 vittorie (tutte nel doppio);
  - 12 secondi posti (1 nel singolo, 9 nel doppio e 2 nelle gare a squadre);
  - 20 terzi posti (18 nel doppio e 2 nelle gare a squadre).

#### Coppa del Mondo - vittorie
| Data             | Luogo        | Paese    | Disciplina                        |
| ---------------- | ------------ | -------- | --------------------------------- |
| 29 gennaio 1995  | Sankt Moritz | Svizzera | Doppio con Gerhard Plankensteiner |
| 16 febbraio 1997 | Nagano       | Giappone | Doppio con Gerhard Plankensteiner |
| 8 dicembre 2002  | Oberhof      | Germania | Doppio con Gerhard Plankensteiner |
| 18 febbraio 2007 | Sigulda      | Lettonia | Doppio con Gerhard Plankensteiner |
| 30 novembre 2008 | Igls         | Austria  | Doppio con Gerhard Plankensteiner |

### Coppa del Mondo juniores
- Miglior piazzamento in classifica generale nel singolo: 3° nel 1988/89 e nel 1989/90.
- Vincitore della Coppa del Mondo juniores nella specialità del doppio nel 1988/89.